# Edmund Addo
Edmund Addo (ur. 17 maja 2000) – ghański piłkarz występujący na pozycji środkowego napastnika w mołdawskim klubie Sheriff Tyraspol.